# Cessières
Cessières era una comuna francesa situada en el departamento de Aisne, de la región de Alta Francia, que el 1 de enero de 2019 pasó a ser una comuna delegada y sede de la comuna nueva de Cessières-Suzy.

## Geografía
Está ubicada a 8 km al oeste de Laón.

## Demografía
| 255 | 254 | 247 | 288 | 416 | 437 | 442 | 451 |
| Para los censos de 1962 a 1999 la población legal corresponde a la población sin duplicidades (Fuente: INSEE [Consultar]) |     |     |     |     |     |     |     |